# Neolophonotus ramus
Neolophonotus ramus là một loài ruồi trong họ Asilidae. Neolophonotus ramus được Londt miêu tả năm 1988. Loài này phân bố ở vùng nhiệt đới châu Phi.